# Station Raeren
Station Raeren is een voormalig spoorwegstation langs spoorlijn 49 (Welkenraedt - Raeren) en spoorlijn 48 (Aken/Stolberg - Sankt Vith) in Raeren.
Het stationsgebouw van Raeren, de twee seinhuizen, de draaischijf en de overige spoorweginfrastructuur staan sinds 2014 onder monumentenzorg.

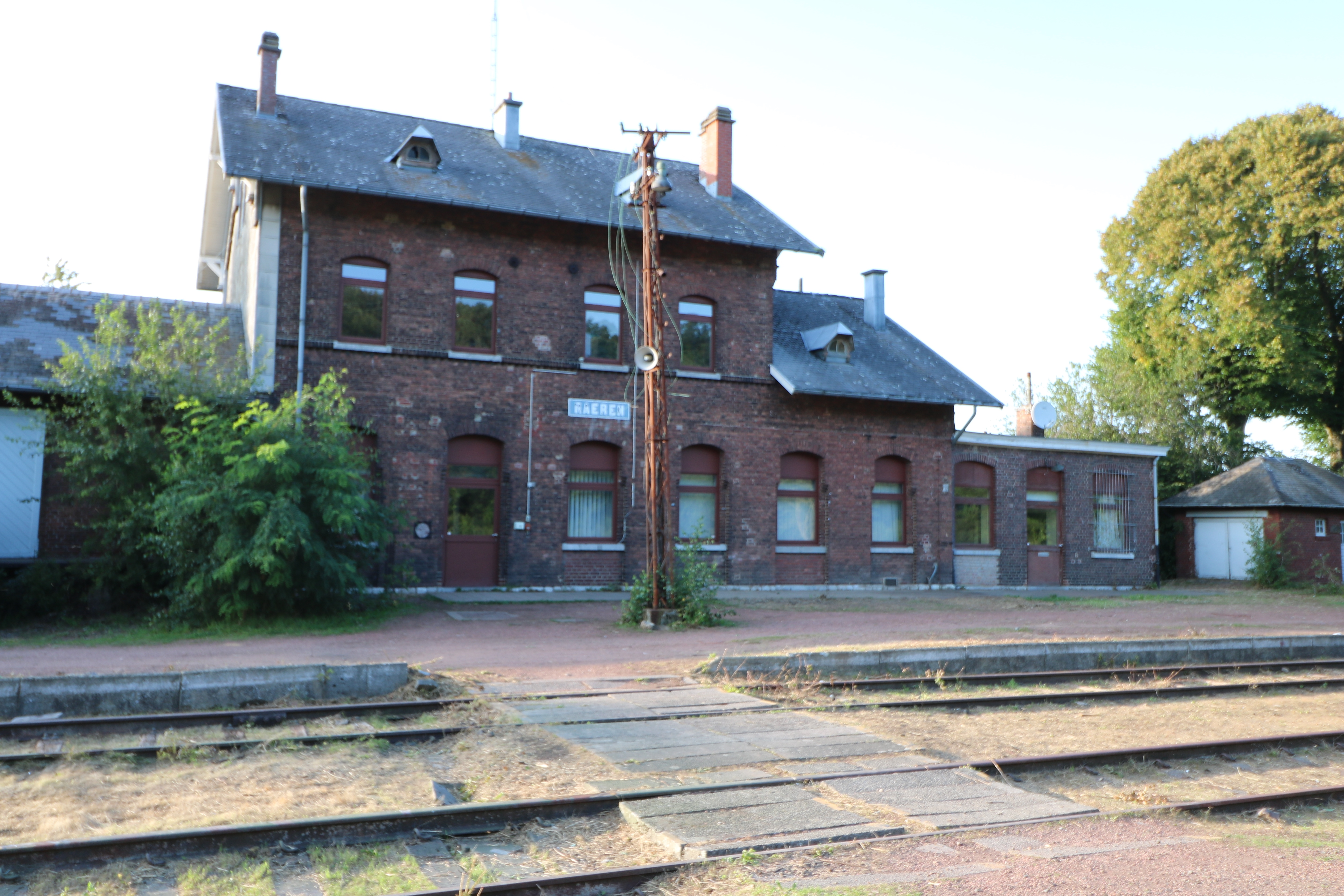
Station Raeren in 2017
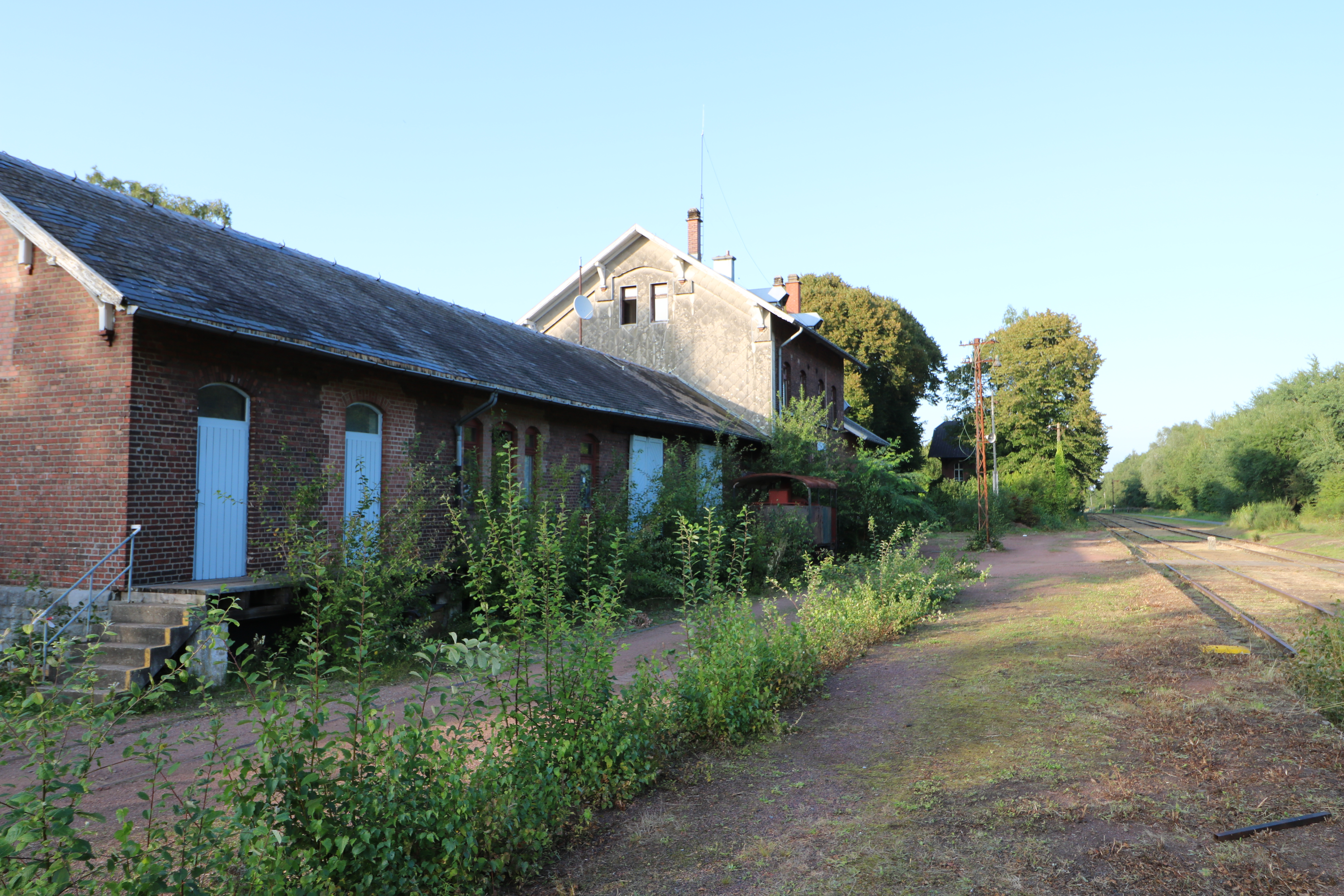
Station Raeren in 2017
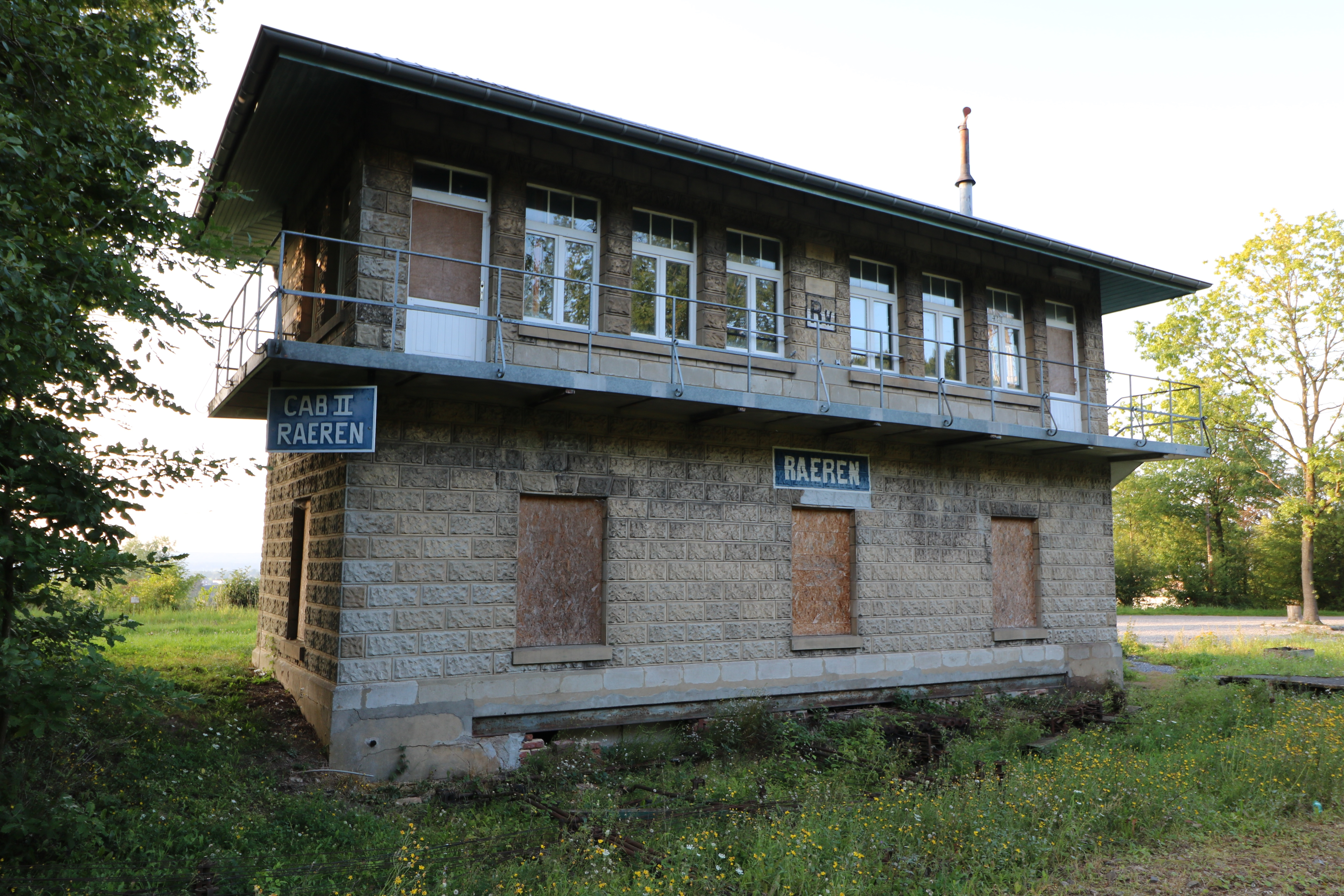
Station Raeren in 2017, seinhuis Post T
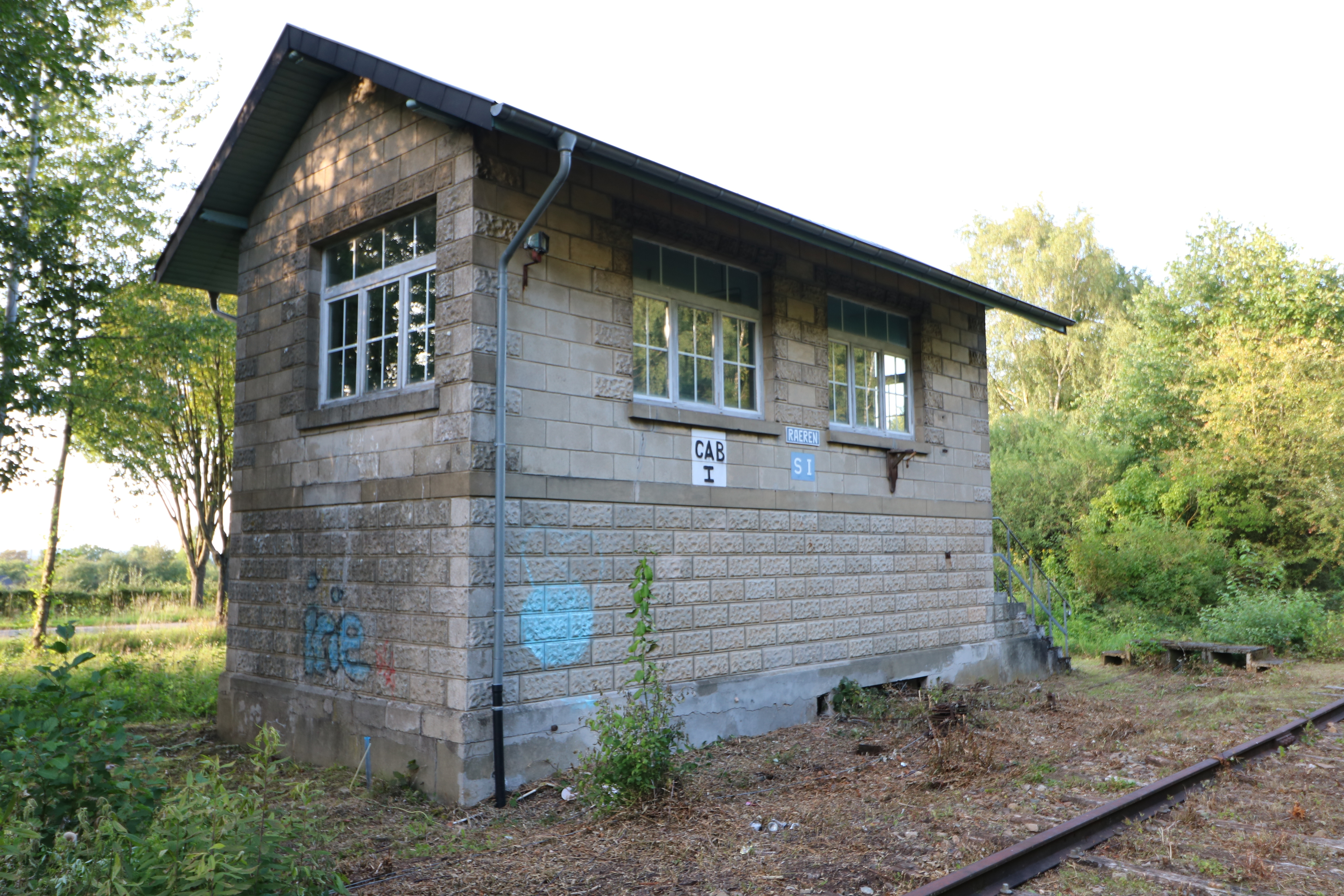
Station Raeren in 2017, seinhuis Post I
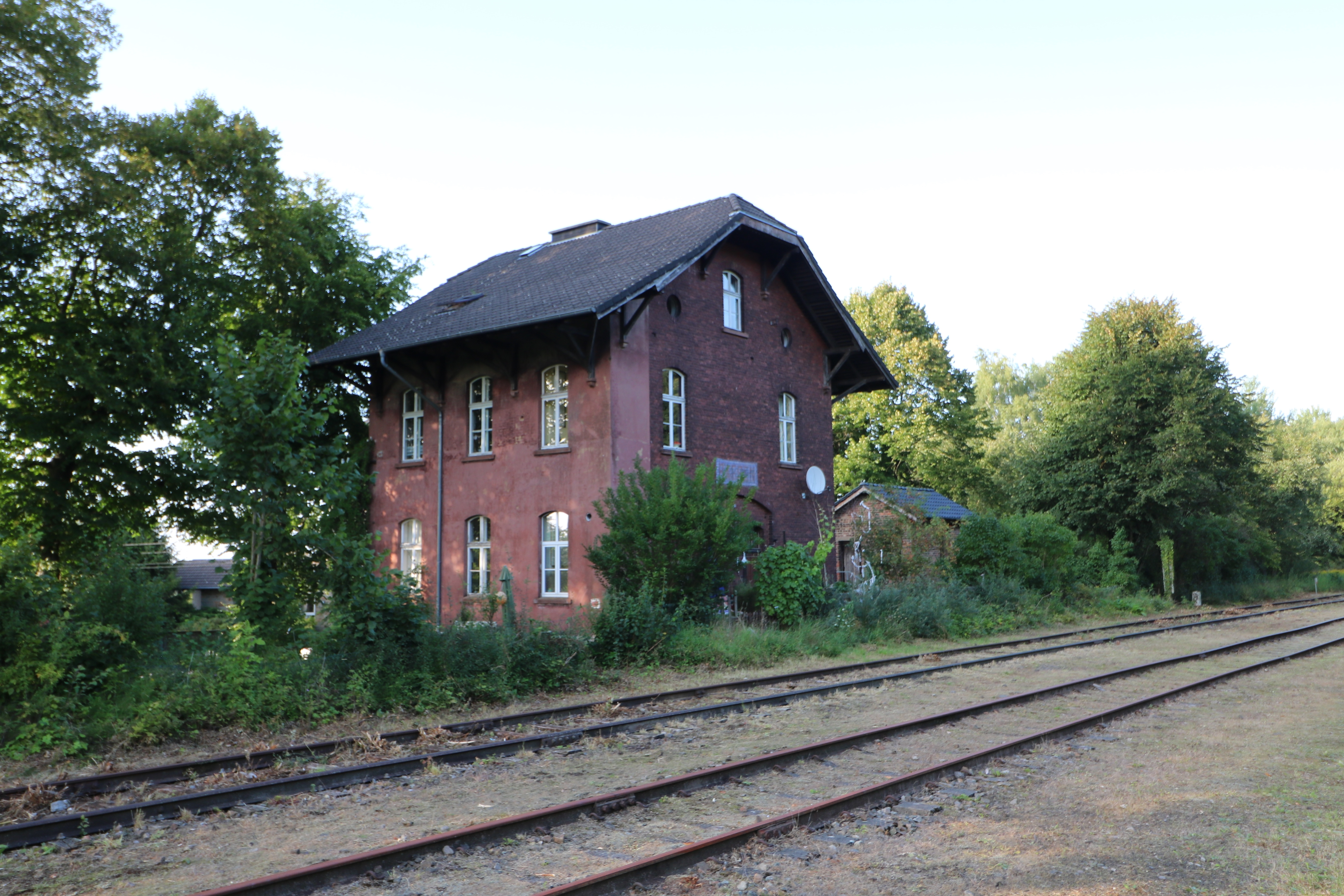
Station Raeren in 2017, dienstgebouw Bahnhofstraße 72
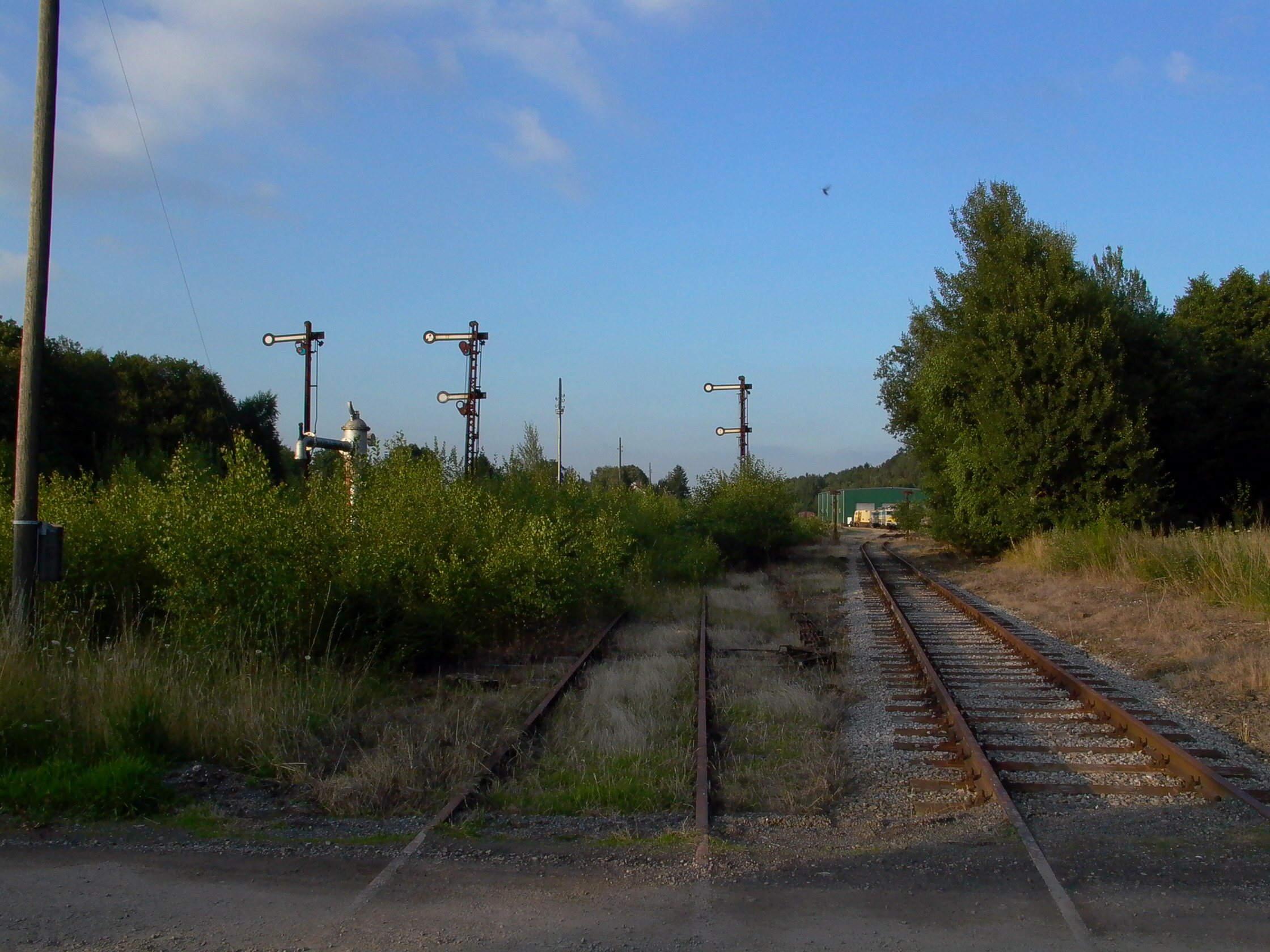
Station Raeren in 2008, emplacement
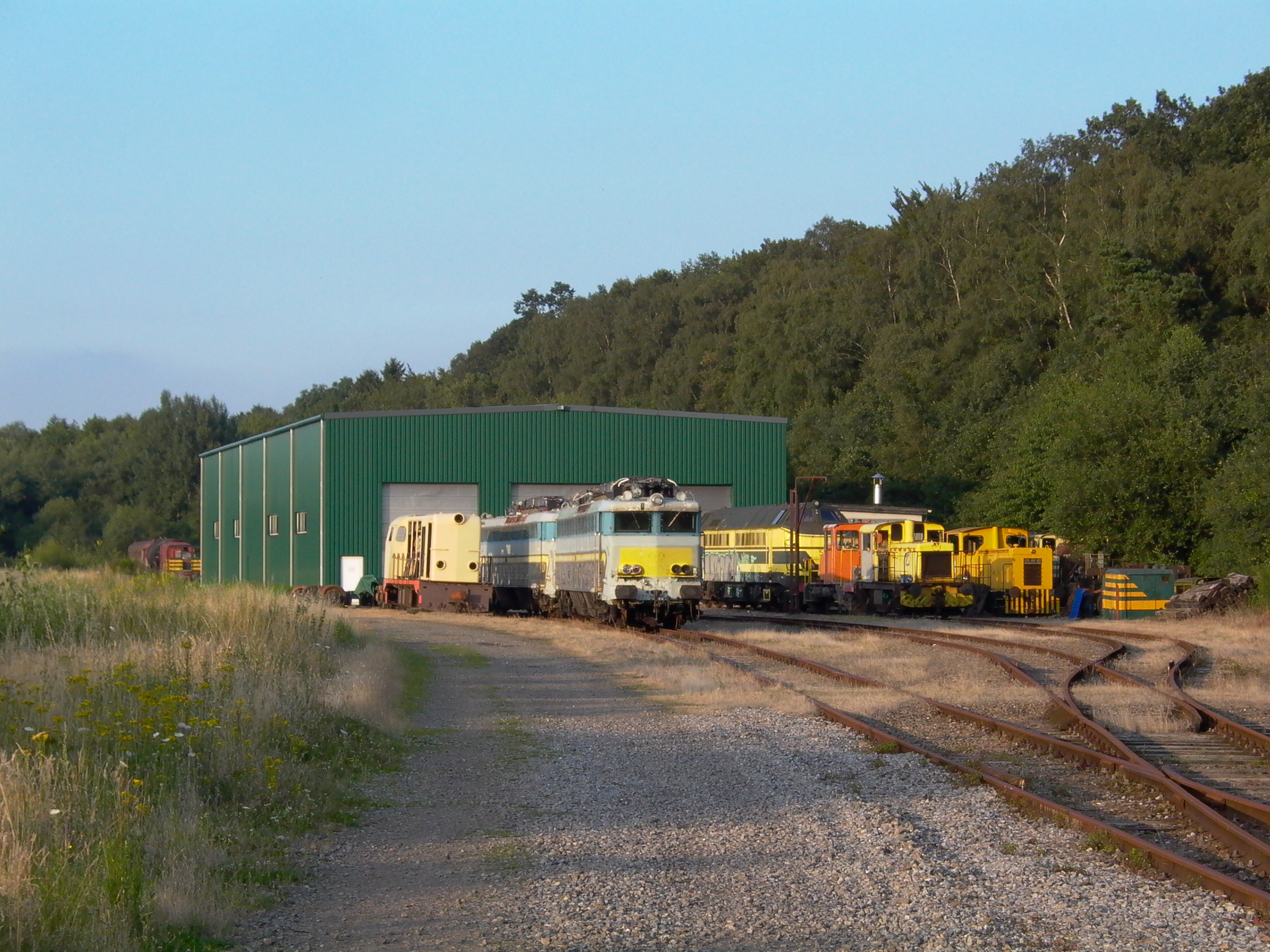
Station Raeren in 2008, emplacement

0,0: Stolberg (Rheinl) Hbf ·
1,1: Stolberg-Schneidmühle ·
2,5: Stolberg Mühlener Bahnhof ·
3,2: Stolberg-Rathaus ·
3,7: Stolberg Altstadt ·
3,8: Stolberg Hammer ·
8,9: Breinig ·
11,7: Hahn ·
13,2: Walheim ·
14,6: Schmithof ·
0,7: Raeren ·
11,7: Roetgen ·
18,2: Roetgen-Süd ·
20,6: Lammersdorf ·
24,2: Konzen ·
28,8: Monschau ·
35,8: Kalterherberg ·
42,8: Sourbrodt ·
Robertville ·
48,1: Nidrum ·
50,1: Weywertz ·
52,8: Faymonville ·
55,3: Waimes ·
58,2: Ondenval ·
62,0: Montenau ·
65,5: Born ·
72,4: Sankt Vith